# CP série 0450
La série 0450 est une série d'autorails des CP, les chemins de fer portugais.

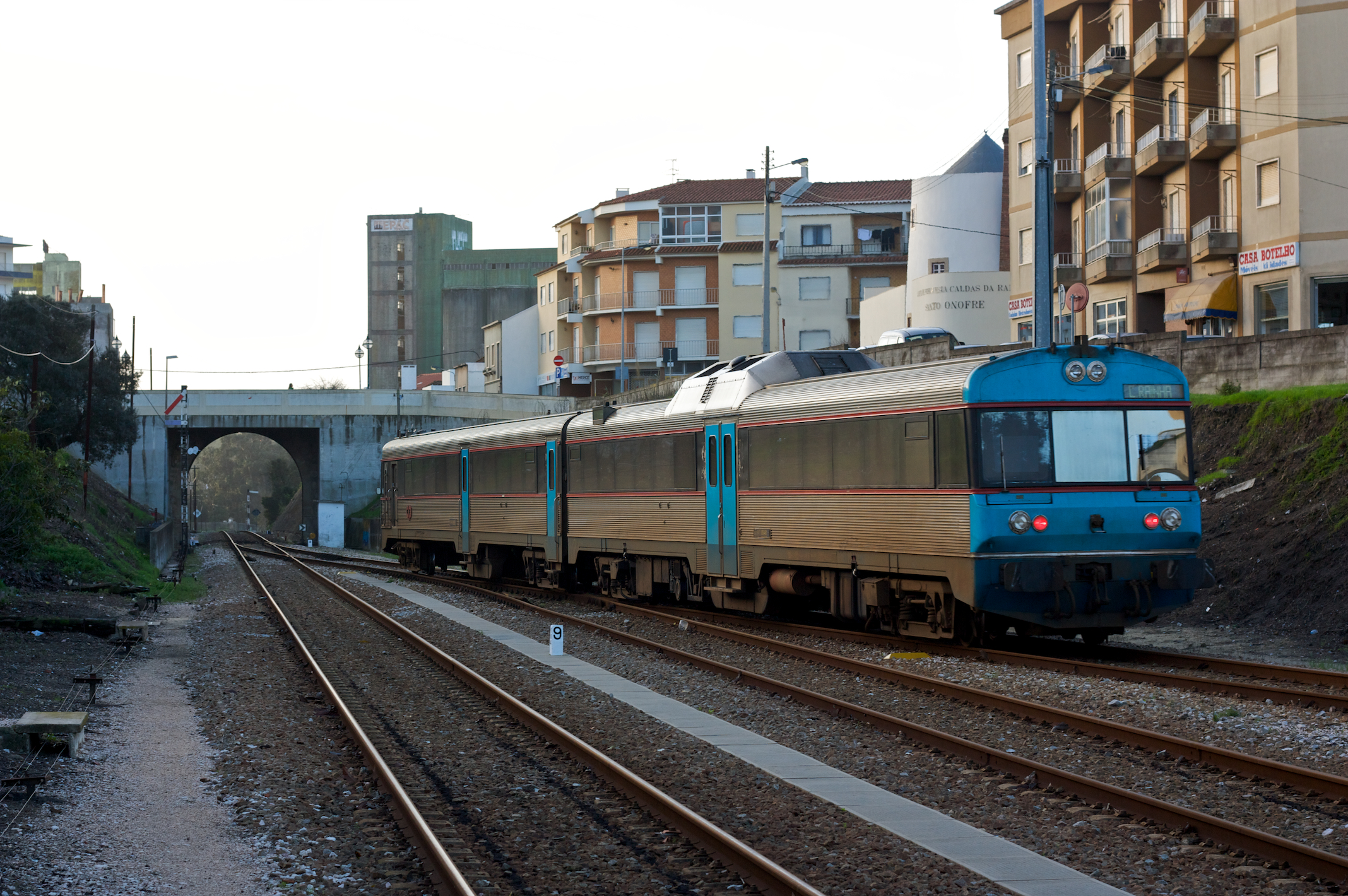
Autorail CP 450 à Caldas da Rainha

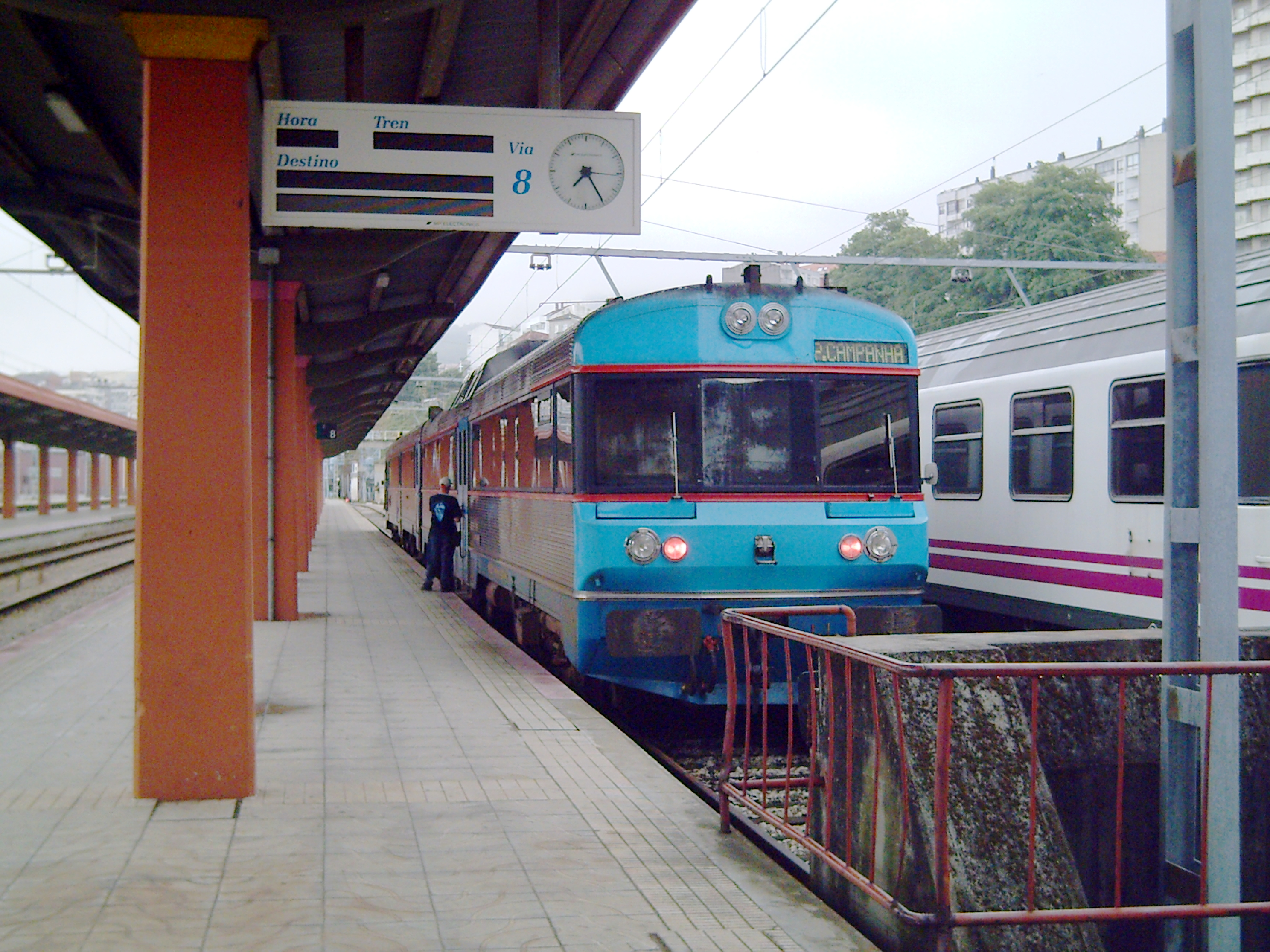
Autorail CP 450 à Vigo